# Christos Stylianides
Christos Stylianides (Grieks: Χρήστος Στυλιανίδης) (Nicosia, 26 juni 1958) is een politicus afkomstig uit Cyprus. Tussen 1 november 2014 en 30 november 2019 was hij Europees commissaris voor Humanitaire Hulp en Crisisbeheersing. Op 23 oktober werd hij tijdens een bijeenkomst van de Europese Raad benoemd tot Ebola-coördinator voor de EU. Sinds mei 2021 is hij gezant godsdienstvrijheid van de Unie, als opvolger van de Slowaak Jan Figel.

## Biografie
Stylianides studeerde in 1984 af aan de universitaire opleiding Tandheelkunde aan de Aristoteles Universiteit in Thessaloniki en werkte enkele jaren als kaakchirurg. Vervolgens studeerde hij Internationale Ontwikkeling aan de JFK School of Government aan Harvard University. Stylianides heeft ook seminars in politieke wetenschappen, internationale relaties en Europese instituties gevolgd.
Stylianides was in de jaren tachtig lid van diverse jongerenbewegingen die het EU-lidmaatschap van Cyprus stimuleerden. Hij was een van de oprichters van de Beweging voor Politieke Modernisatie en Hervorming (1995). In 1998 werd Stylianides benoemd tot woordvoerder van de regering van Glafcos Clerides. Hij stapte in 1999 vrijwillig op na beschuldigingen van corruptie binnen de regering. De positie van woordvoerder voor de Cypriotische regering vervulde hij opnieuw tussen 2012-2013.
Tussen 2006 en 2013 was Stylianides parlementslid in het Huis van Afgevaardigden van Cyprus. In 2011 werd hij een lid van het comité dat verantwoordelijk was voor Europese Zaken. Drie jaar later werd hij bij de Europese Parlementsverkiezingen gekozen in het Europees Parlement. Op 10 september 2014 werd Stylianides benoemd tot Europees commissaris in de commissie van Jean-Claude Juncker. Zijn bevoegdheden werden op 23 oktober 2014 uitgebreid toen hij werd aangesteld als Ebola-coördinator.
Vytenis Andriukaitis · Andrus Ansip (tot 2 juli 2019) · Dimitris Avramopoulos · Elżbieta Bieńkowska · Violeta Bulc · Miguel Arias Cañete  · Corina Crețu (tot 2 juli 2019) · Valdis Dombrovskis  · Marija Gabriel (vanaf 4 juli 2017) · Kristalina Georgieva (tot 1 januari 2017) · Johannes Hahn · Jonathan Hill (tot 15 juli 2016) · Phil Hogan  · Věra Jourová · Jean-Claude Juncker · Jyrki Katainen · Julian King (vanaf 19 september 2016) · Cecilia Malmström · Neven Mimica · Carlos Moedas · Federica Mogherini · Pierre Moscovici · Tibor Navracsics · Günther Oettinger · Maroš Šefčovič · Christos Stylianides · Marianne Thyssen · Frans Timmermans · Karmenu Vella · Margrethe Vestager